# La Fille de Rappaccini
La Fille de Rappaccini (Rappaccini's Daughter) est une nouvelle fantastique de Nathaniel Hawthorne, publiée en 1844 dans le journal The United States Magazine and Democratic Review et reprise deux ans plus tard dans le recueil Mosses from an Old Manse.

## Résumé
À Padoue, en Italie, pendant la Renaissance, Giovanni Guasconti, un jeune étudiant de lettres, observe depuis ses fenêtres Béatrice, la belle fille du Dr Giacomo Rappaccini, un scientifique qui travaille dans la solitude et l'isolement. La jeune fille se promène dans les strictes limites des jardins luxuriants de sa demeure où abondent d'étranges plantes vénéneuses cultivées par son père. Giovanni remarque l'étroite et horrible parenté entre Béatrice et les plantes du jardin : ainsi dépérissent des fleurs fraîches ou meurt un insecte quand exposés à la peau ou au souffle de la jeune fille. 
Amoureux de Béatrice, Giovanni parvient néanmoins à pénétrer dans le jardin et rencontre la jeune fille à plusieurs reprises, faisant fi des mises en garde répétées de son mentor, le professeur Pietro Baglioni, qui l'a averti de la folie du professeur Rappaccini. 
Bientôt, Giovanni voit se confirmer ce dont il se doutait déjà : Béatrice est elle-même vénéneuse. La jeune fille exhorte toutefois Giovanni à regarder au-delà de son enveloppe empoisonnée pour aimer son âme pure et innocente, attisant les sentiments de Giovanni et le plongeant dans le doute et l'hésitation. Or, il commence à subir les conséquences de ses rencontres avec les plantes du jardin et avec la belle Béatrice : il découvre qu'il devient lui-même vénéneux.  
Après une dernière discussion avec Baglioni, Giovanni apporte un puissant antidote à Béatrice, afin qu'ils puissent être réunis. Mais au lieu de contrer sa nature toxique, le contrepoison tue la jeune femme.

## Thèmes et analyse
Selon Octavio Paz, qui a tiré de la nouvelle une adaptation pour la scène, la source du récit de Hawthorne se trouve dans Mudrarakshasa, une pièce du théâtre sanskrit du dramaturge indien Vishakhadatta, où l'un rival politique emploie contre son ennemi le cadeau d'une belle jeune fille qui se nourrit de poison. Ce thème d'une belle femme transformée en une fiole de venin est très populaire dans la littérature indienne et apparaît également dans les Purana. D'origine indienne, l'histoire passe en Occident par le Violier des histoires romaines, recueil de contes et d'anecdotes recueillis au tournant des XIIIe et XIVe siècles.  Au XVIIe siècle, l'écrivain Robert Burton reprend le motif de ce conte dans son Anatomie de la Mélancolie, publié en 1621, où le roi indien Porus envoie à Alexandre le Grand une jeune fille vénéneuse. 
Si aucune preuve n'existe à l'effet que Hawthorne était au courant de l'une de ces sources antérieures, le personnage de Pietro Baglioni dans sa nouvelle établit un parallèle entre le sort de Béatrice et la vieille histoire d'une jeune fille indienne vénéneuse offerte comme présent au roi Alexandre.

## Adaptations

### Au théâtre
- La Hija de Rappaccini, pièce d'Octavio Paz (1956)
- Rappaccini's Daughter, pièce de Sebastian Doggart (1996)

### Au cinéma
- 1963 : Trio de terreur (Twice-Told Tales), film à sketches réalisé par Sidney Salkow, adaptation des nouvelles L'Expérience du Dr Heidegger (Heidegger's Experiment) et La Fille de Rappaccini (Rappaccini's Daughter) et du roman La Maison aux sept pignons (The House of the Seven Gables) de Nathaniel Hawthorne.
- 2013 : Rappaccini's Daughter, film américain réalisé par Griffith Mehaffey, adaptation de la nouvelle éponyme

### À la télévision
- 1980 : Rappaccini's Daughter, téléfilm américain réalisé par Dezsö Magyar, avec Kristoffer Tabori, Kathleen Beller et Leonardo Cimino (1980)[1]

### À l'opéra
- Rappaccini's Daughter de Charles Wakefield Cadman (1925)[2]
- Rappaccini's Daughter de Margaret Garwood (1983)[3]
- La hija de Rappaccini de Daniel Catán (1991)